# Birgitte Bølle
Birgitte Bølle (Bølge) (ca. 1532 – 1595) var en dansk adelsdame.
Hun var datter af Erik Bølle og altså halvsøster til den berømte Tyge Brahes fader Otte Brahe. Efter faderens død arvede hun Orebygaard, men var da for længst gift med Christoffer Gjøe til Gunderslevholm og Avnsbjærg, efter hvem hun blev enke 23. april 1584. 
Efter sagnet gjorde samtiden sig lystig over det overmodige hus, som ægteparret førte på Orebygaard, og en samtidig slægtebog kalder også fru Birgitte Bølle "de Brahers gale moster", men adskillige vidnesbyrd taler dog til hendes fordel. Hun, der som enke opbyggede Orebygaard af ny, har således 1581 funderet et betydeligt hospital i Saxkøbing; et ualmindelig stort antal indbydelser og deslige til hende fra standsfæller og andre er opbevaret til vore dage. Hvis dette ikke skyldes tilfældige omstændigheder, kunne man også i dem se en hyldest til hendes personlige gode egenskaber – eller til den barnløse frues store rigdom.